# 清水洋介
清水 洋介（しみず ようすけ、1959年6月4日-）は、証券アナリスト。

## 来歴・人物
大和證券入社、外資証券会社、外資系オンライン証券会社などを経て、証券アナリスト「チャートの先生」としてテレビ・雑誌等で活躍し、現役ディーラーとして日々相場と対峙している。
日本証券アナリスト協会検定会員日本テクニカルアナリスト協会会員。

## 出演番組
- テレビ東京のオープニングベル（8:45-9:30）毎週月曜日（祝日除く）
- CSテレビ日テレニュース24（朝8:59-2分間）火曜日（祝日除く）
- TOKYO MX TV 三重テレビ放送　ネットTV ストックボイス　生中継 （14：00-14：10）毎週木曜日（祝日除く）
- BSテレビ東京　利回りのみかた（朝7:50-7:55) 月～金（祝日除く）博士役

## 連載
- ダイヤモンド　ザイ　オンライン　「株」のとれたてニュース

## 著書
- ローソク足と酒田五法 (よくわかる!シリーズLesson) パンローリング　2006年
- DVDでわかる!儲かる株価チャート集中セミナー ナツメ社 2006年
- 江戸の賢人に学ぶ相場の極意 パンローリング 2006年
- DVD ローソク足と酒田五法 実践編 パンローリング 2006年